# Ljiljana Habjanović Đurović
Ljiljana Habjanović Đurović (1953), književnica. Diplomirala je na Ekonomskom fakultetu Sveučilišta u Beogradu i radila kao bankarska službenica, komercijalist inozemnog turizma i novinarka. Od jeseni 1995. godine potpuno se posvetila književnom radu.
Objavila romane "Javna ptica" (1988), "Ana marija me nije volela" (1991), "Iva" (1994), "Ženski rodoslov" (1996), "Paunovo pero" (1999), "Petkana" (2001).
Za romane "Ana me nije volela", "Iva", "Ženski rodoslov" i "Paunovo pero" dobila je nagrade "Zlatni bestseler", a za "Ženski rodoslov" i "Paunovo pero" i Specijalni zlatni bestseler. Dobila je i dvije nagrade Narodne biblioteke Srbije - 1999. "Ženski rodoslov" i 2001. za "Paunovo pero".
"Ženski rodoslov" je do 2002. godine objavljen u 33 izdanja i u nakladi od 99.000 primjeraka.
Uz više od 200.000 prodanih knjiga u posljednjih 5 godina (1997-2002) Ljiljana Habjanović Đurović važi za književni fenomen u Srbiji. Njeni romani objavljeni su i u Češkoj, Italiji, Francuskoj i Grčkoj.
Glavni likovi u njenim djelima su žene, njena tema su ženske sudbine. Njene junakinje nastoje uzeti svoj život u svoje ruke i postati vlasnice vlastite duše, ma što to značilo. Ali ona piše i o duhovnosti. O traganju za Bogom i smislom. Književna kritika smatra da ona pripada istovremeno dvama, na izgled oprečnim književnim smjerovima: smjeru kojem pripadaju Colette, Erica Jong i Margaret Duras, ali i onom Danila Kiša, Hermanna Hessea i Paula Coelha. A ona priznaje da se među svima njima dobro osjeća.
Ljiljana Habjanović Đurović dio je svog djetinjstva proživjela u Zagrebu, u Kulušićevoj ulici. I zauvijek je sačuvala u srcu ljepotu dugih šetnji kroz Gornji grad i Kaptol, i čaroliju priča svoje bake po ocu Ana Marije.
Izvor: "O autorici", "Ženski rodoslov", Zagreb, 2002.